# 마키노 사다나오

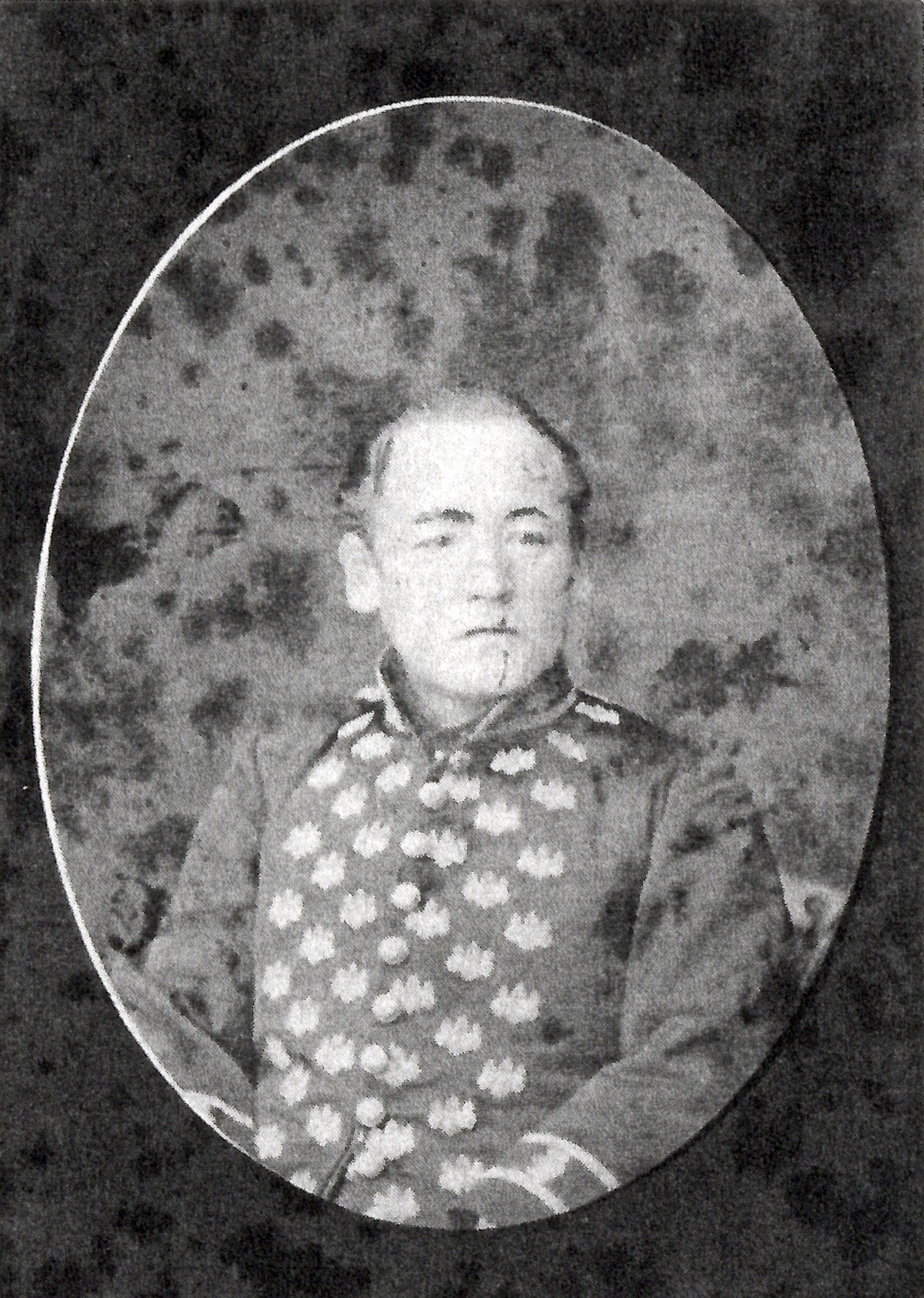
마키노 사다나오

마키노 사다나오(牧野貞直)는 히타치 가사마번 제8대 번주를 지냈다. 막부에서는 사사봉행, 오사카성대직을 맡았다. 나리사다계 마키노가(成貞系牧野家) 제11대 당주. 사다나오는 은거 시절의 이름이며 번주 시절에는 사다아키(貞明), 사다토시(貞利) 등의 이름을 사용하였다.
| 전임 마키노 사다히사 | 제8대 가사마번 번주 (미카와 마키노가) 1851년 ~ 1868년 | 후임 마키노 사다야스 |

| 전임 마쓰다이라 노부히사 | 제70대 오사카성대 1864년 ~ 1868년 | 후임 폐지 |